# Chojnów (stacja kolejowa)

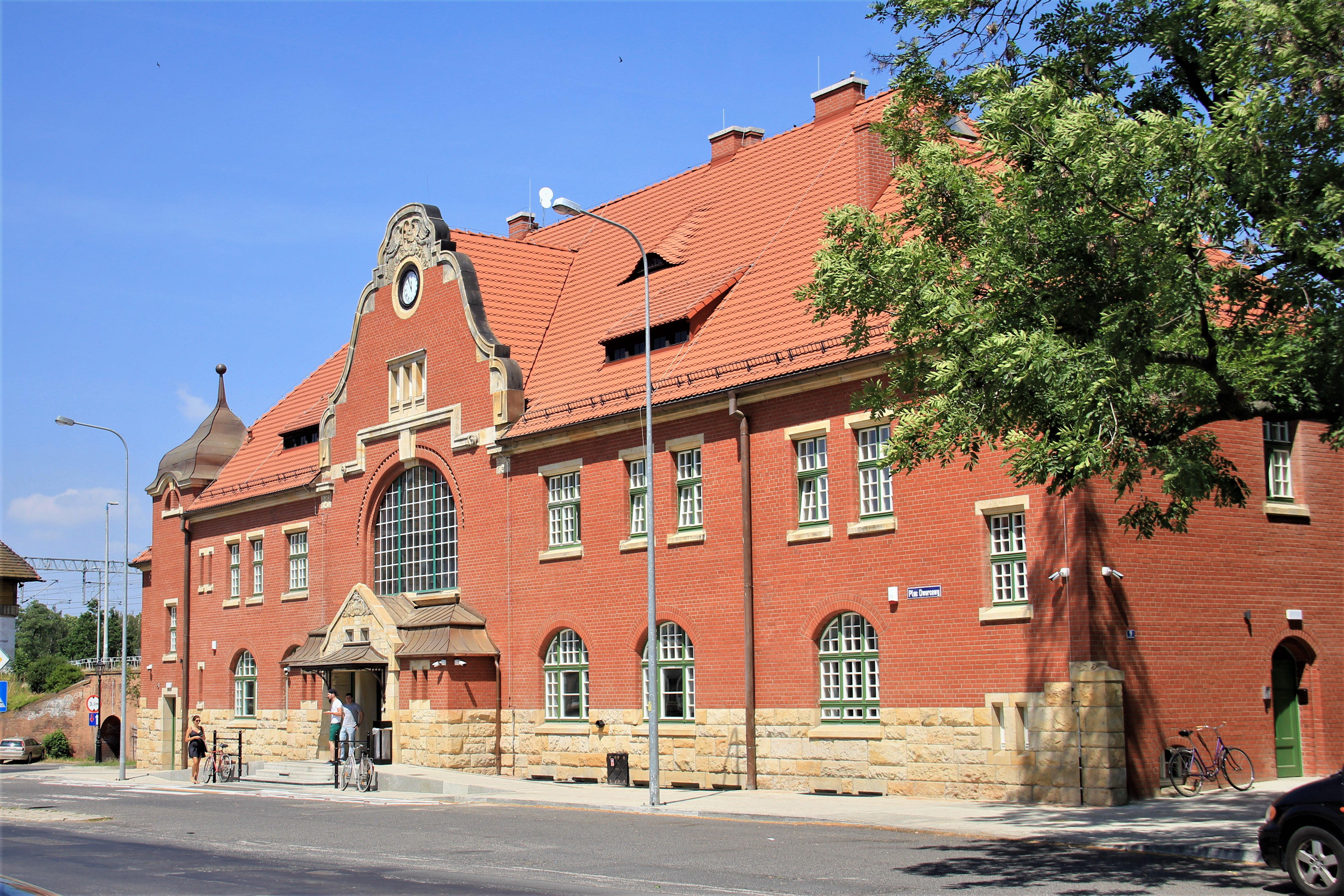
Budynek dworca

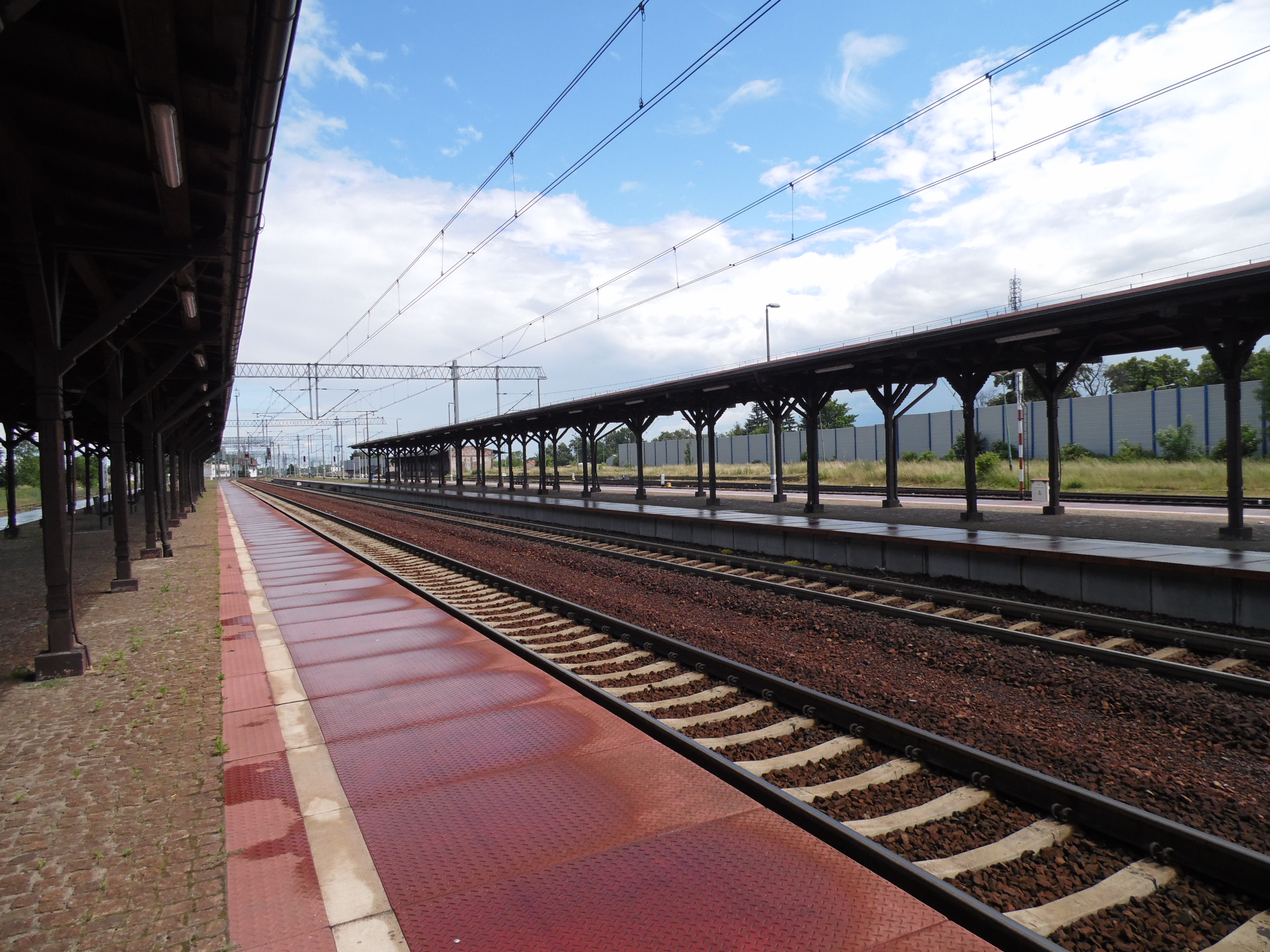
Wiaty peronowe

Chojnów – stacja kolejowa w Chojnowie.

## Opis stacji
Stacja jest zelektryfikowana i posiada semafory świetlne.

### Linie kolejowe
Stacja Chojnów znajduje się na skrzyżowaniu dwóch linii – europejskiego korytarza transportowego E 30 i linii nr 316 Złotoryja – Rokitki (obecnie nieczynnej). Mieszkańcy Chojnowa podejmują starania, by przywrócić ruch pasażerski na odcinku Chojnów – Rokitki – Żagań – Żary.

### Układ torowy
Na stacji znajdują się trzy tory główne dodatkowe oraz cztery tory stacyjne z wjazdem tylko od strony wschodniej (Legnicy). Zachodni wjazd na tory stacyjne został zlikwidowany podczas remontu szlaku kolejowego, gdzie postawiono koziołki oporowe.

### Budynek dworca
Główne wejście do stacji znajduje się na placu dworcowym, na którym znajduje się także dworzec PKS i postój taksówek. W budynku dworca znajdują się m.in. nieczynne kasy biletowe, otwarta poczekalnia, toalety, windy i podziemne przejście na perony.

## Historia
Stację otwarto w 1845 roku. Od czasów budowy nosiła nazwę Haynau, aż do 1945 roku, kiedy to na jeden rok zmieniono na Gajewicko, a potem na Chojnów.
W listopadzie 2017 PKP podpisały z warszawskim przedsiębiorstwem SKB umowę na remont dworca. Zmodernizowany dworzec oddano do użytku w kwietniu 2019. Koszt inwestycji wyniósł 9,7 mln zł netto. Przebudowa została sfinansowana ze środków własnych PKP SA oraz z budżetu państwa.

## Ruch pasażerski
| Rok  | Wymiana pasażerska na dobę |
| ---- | -------------------------- |
| 2017 | 700-999                    |
| 2022 | 700-999                    |
| 2023 | 1 100                      |